# The Twilight Zone (seriál, 1959)
The Twilight Zone (v posledních dvou sezónách jen Twilight Zone) je americký televizní antologický seriál spadající do žánrů sci-fi, fantasy a hororu. Měl pět sérií vysílaných premiérově na stanici CBS v letech 1959–1964. Tvůrcem seriálu byl scenárista a producent Rod Serling. Ten napsal 92 ze 156 epizod a byl i vypravěčem na začátku a konci každého dílu. Za seriál dostal dvě ceny Emmy a jeden Zlatý glóbus. Každá epizoda představuje samostatný příběh a epizodami neprostupuje ani žádná jednotící postava. Fráze „twilight zone“ („zóna soumraku“) se v americké angličtině stala díky seriálu označením podivného zážitku nebo pocitu neskutečna. V roce 2016 byl seriál časopisem Rolling Stone zařazen na 7. místo v seznamu 100 nejlepších televizních pořadů všech dob. V roce 2013 profesní organizace Writers Guild of America seriál zvolila třetím nejlépe napsaným televizním seriálem všech dob. Časopis TV Guide ho vyhlásil druhým nejlepším sci-fi seriálem. V seriálu se objevila řada začínajících herců, z nichž se časem staly velké hvězdy: Charles Bronson, Robert Duvall, Peter Falk, Dennis Hopper, Martin Landau, Cloris Leachmanová, Leonard Nimoy, Robert Redford, Burt Reynolds, William Shatner, Jonathan Winters. Ze starších herců se v seriálu objevil například Buster Keaton. Seriál se dočkal tří pokračování: v letech 1985, 2002 a 2019.